# Rinalds Sirsniņš
Rinalds Sirsniņš (ur. 4 lipca 1985 w Ogre) – łotewski koszykarz, występujący na pozycji rozgrywającego, reprezentant kraju, obecnie zawodnik BK Ogre.

## Osiągnięcia
Stan na 3 maja 2022, na podstawie, o ile nie zaznaczono inaczej.
Drużynowe
- Mistrz:
  - FIBA EuroCup (2008)
  - Łotwy (2008, 2010)
- Wicemistrz:
  - Pucharu Challenge Cup Ligi Bałtyckiej (2012)
  - Polski (2005)
  - Łotwy (2003, 2004)
- Brązowy medalista ligi:
  - estońskiej (2012)
  - łotewskiej (2014, 2015)
- 3. miejsce w Pucharze Estonii (2012)

### Indywidualne
- Lider w:
  - asystach ligi:
    - bałtyckiej (2014)
    - łotewskiej (2007, 2009, 2014, 2022[4])

  - przechwytach ligi łotewskiej (2010)
  - skuteczności wolnych ligi łotewskiej (2015, 2016)

### Reprezentacja
Seniorów
- Uczestnik kwalifikacji do Eurobasketu (2011, 2020)

Młodzieżowe
- Uczestnik:
  - mistrzostw Europy:
    - U–20 (2004 – 7. miejsce, 2005 – 7. miejsce)
    - U–18 (2002 – 11. miejsce)
    - U–16 (2001 – 8. miejsce)

  - kwalifikacji do Eurobasketu:
    - U–20 (2004)
    - U–18 (2002)